# NTTカードソリューション
NTTカードソリューション（株式会社エヌ・ティ・ティ・カードソリューション、英: NTT CARD SOLUTION CORP.）は、東京都品川区を本社とする、主にICカード、磁気カード、ギフトカード等を販売するNTTグループの企業である。

## 概要
元々はNTTの公衆電話用のテレホンカードの取扱いから始まっているが、現在は取扱いカードはQUOカード、非接触ICカード、図書カードNEXT、JCBギフトカードといったプリペイドカードなど多数を取り扱っている。その他にemanextという電子マネーソリューションや、故障・利用停止になっているテレホンカードの交換（再発行）業務も行っている。

## 沿革
- 1982年（昭和57年）12月 - カード式公衆電話（硬貨併用機）第1号機が数寄屋橋公園内に設置、テレホンカード販売開始
- 1984年（昭和59年）10月 - 株式会社関西テレカ設立
- 1986年（昭和61年）8月 - 株式会社ユーカード設立
- 1989年（平成元年）4月 - 「フリーダイヤルカード」販売開始
- 1990年（平成2年）12月 - 「全国共通図書カード」販売開始
- 1993年（平成5年）12月 - 株式会社NTTテレカへ社名変更
- 1996年（平成8年）8月 - ポイントカードシステム用「カードターミナル (TR-2000)」販売開始
- 1998年（平成10年）7月 - 株式会社NTTテレカと株式会社NTT西日本テレカが合併
- 1999年（平成11年）3月 - 「ICテレホンカード」販売開始
- 1999年（平成11年）4月 - 「ハイウェイカード」販売開始
- 1999年（平成11年）10月 - 「QUOカード」販売開始
- 2001年（平成13年）4月 - 非接触ICカードを利用した「会員IDサービス」販売開始
- 2001年（平成13年）5月 - 「音楽ギフトカード」（後にミュージックギフトカードとなり発行終了）販売開始
- 2003年（平成15年）10月 - 株式会社NTTテレカと株式会社ユーカードが統合、株式会社NTTカードソリューション発足
- 2003年（平成15年）10月 - 「ホットスポット 1DAY PASSPORT」販売開始
- 2012年（平成15年）3月 - ドコモモバイラーズチェックとホットスポット 1DAY PASSPORTの発行が終了
- 2017年（平成29年）12月 - 南青山一丁目12-31 ウィング南青山N館から東品川へ本社を移転